# Кинжальный узел
Кинжа́льный у́зел — морской соединяющий временный узел. Широко распространённый узел по причине лёгкого развязывания после приложенной нагрузки, что позволяет беречь материал, силы и время. Используют для связывания вместе концов двух толстых фалов. Узел — компактен. Потянув за одну из петель, узел развязывается. Благодаря уникальному свойству, на флоте считается одним из лучших узлов для соединения концов двух тросов большого диаметра, изготовленных из растительных материалов.
Узел описан и показан К. Эшли в его «Книге узлов Эшли» в 1944 году. В конце XX века Л. Н. Скрягин упомянул узел в своей книге «Морские узлы», в которой единолично придумал название узлу «кинжальный».

## Способ завязывания
1. Уложить ходовой конец одного троса в виде восьмёрки.
2. «Проткнуть» наподобие кинжала образовавшиеся петли восьмёрки ходовым концом другого троса.
3. Пропустить ходовой конец троса под коренным концом чужого, ввести его в ближнюю петлю восьмёрки, и затянуть, одновременно потянув за коренные концы двух тросов в противоположные стороны.

Способ развязывания
Отвести одну из петель узла и вытащить конец, узел легко распадётся.

## Признаки
Плюсы
- Легко развязывается после приложенной нагрузки[3][1] (намокшими тросами и высохшими после)
- Задуман для соединения растительных тросов из толстого материала[3][1]
- Компактен при затягивании[3][1]

Минусы
- Легко ошибиться при завязывании (необходимо изучение)

## Применение
В морском деле
- При такелажных работах на корабле, временно соединяя концы двух фалов крупного диаметра с намерением часто использовать узел на тросах несколько раз подряд, и развязывать без употребления свайки, не повреждая волокон троса